# Сибіга Андрій Іванович
Андрій Іванович Сибіга (нар. 1 січня 1975, м. Зборів Тернопільської області, УРСР) — український дипломат та юрист. Міністр закордонних справ України з 5 вересня 2024 року. Надзвичайний та Повноважний Посол України в Туреччині (2016—2021), заступник керівника Офісу Президента України (2021—2024).

## Життєпис
Народився 1 січня 1975 року в Зборові на Тернопільщині. Батько правник Іван Сибіга. Молодший брат дипломат Ігор.
В 1997 році закінчив Львівський державний університет ім. I. Франка, спеціаліст з міжнародних відносин, перекладач з англійської мови. Вільно володіє англійською та польською мовами.
У 1997—1998 рр. — аташе, третій, другий секретар відділу державно-правових питань Договірно-правового управління M3C України.
У 1998—2002 рр. — другий, перший секретар Посольства України в Польщі.
У 2002—2003 рр. — перший секретар відділу правового та гуманітарного співробітництва Управління європейської інтеграції M3C України.
У 2003—2005 рр. — начальник відділу міжнародно-правового співробітництва Договірно-правового управління M3C України.
У 2005—2006 рр. — начальник відділу міжнародного права та законодавства в галузі зовнішньої політики Договірно-правового департаменту M3C України.
У 2006—2008 рр. — заступник директора Договірно-правового департаменту M3C України.
У 2008—2012 рр. — радник-посланник Посольства України в Польщі.
У 2012—2016 рр. — директор Департаменту консульської служби M3C України.
23 серпня 2016 року був призначений Надзвичайним і Повноважним Послом України в Туреччині. 19 травня 2021 року звільнений із посади указом президента В. Зеленського.
З 31 травня 2021 року — заступник Керівника Офісу Президента України. 12 квітня 2024 року звільнений з посади.
12 квітня 2024 року став першим заступником міністра закордонних справ України.
5 вересня 2024 року призначений міністром закордонних справ України.

## Цитати
Як це виглядає зараз: чоловік призовного віку виїхав за кордон, показав своїй державі, що питання її виживання його не обходить, а потім приходить і хоче отримати від цієї держави послуги. Так не працює. У нас в країні війна.

## Особисте життя
Одружений, виховує трьох дітей.

## Дипломатичний ранг
- Надзвичайний і Повноважний Посол (22 грудня 2017)[13]

## Нагороди
- Орден «За заслуги» II ступеня (22 грудня 2021) — За вагомий особистий внесок у зміцнення міжнародного співробітництва України, багаторічну плідну дипломатичну діяльність та високий професіоналізм[14]
- Орден «За заслуги» ІІІ ступеня (21 серпня 2020) — за значний особистий внесок у державне будівництво, соціально-економічний, науково-технічний, культурно-освітній розвиток України, вагомі трудові здобутки та високий професіоналізм[15]